# Jetrun
Jetrun Technologies株式會社（日语：Jetrunテクノロジ株式会社），簡稱Jetrun，是主要提供自然語言處理為基礎技術的解決方案之企劃、研發與運用的企業。Jetrun提供文字探勘(文字挖掘)引擎「TrueText®（日语：トゥルーテキスト）」，其應用之自然語言對話AI平台「STEER AI®（日语：スティア・エーアイ）」。Jetrun的技術被採用於機器人，手機遊戲，與動漫人物對話，行銷等很多用途，並其顧客中有不少大企業。

## 簡史
- 2001年 - 創業者 野武浩設立Jetrun的前身之「有限公司No-take.com （日语：有限公司ノーテイクドットコム）」，研發大學內部使用之搜尋引擎，並研發即時通訊之基礎技術。
- 2004年8月
  - 公開日文分析技術（構詞分析應用技術）與部落格搜尋技術為Web2.0之核心技術，當時在於「jetrun.jp」網站上可以使用其部落格搜尋技術。
  - 獨家開發日本知名電商「株式會社murauchi.com（日语：株式会社ムラウチドットコム）」經營之部落格入口網站「日本部落格村（日语：にほんブログ村）」。
- 2005年3月- 改組為Jetrun Technology株式會社（日语：Jetrunテクノロジ株式会社）。
- 2005年5月- 與GMO網際網路株式會社（日语：GMOインターネット株式会社，在東證一部上市）旗下之「GMO Media株式會社日语：」在於個人化網路廣告業務合作
- 2005年11月- 資本金增加至94,810,000日圓（配股對象為GMO VenturePartners有限合夥基金，其基金之首次投資案件）
- 2006年7月- 開設沖繩分公司（開設研發據點「JetrunLabs」）
- 2006年11月- 向部落格入口網站「日本部落格村（日语：にほんブログ村）」提供全文搜尋技術。
- 2007年10月- 與「Overture株式會社（現）」在於個人化網路廣告業務合作
- 2008年3月- 向「樂天 FAST Mobile Search株式會社（日语：楽天・ファスト・モバイルサーチ株式会社）」開始提供文字探勘(文字挖掘)引擎「TrueText®」
- 2008年8月- 與「Livedoor株式會社（日语：ライブドア株式会社）」在於Livedoor部落格服務之文章分析合作
- 2008年10月
  - 在於青少年利用之交友網站現況調查與琉球大學產學合作
  - 發布可自動監視網站上不當表現之瀏覽器「JScape」
- 2008年12月-  加入行動內容審查運用監視機構
- 2010年11月- 向「Omron Software株式會社（日语：オムロンソフトウェア株式会社，歐姆龍旗下）」之圖像分析系統提供文字探勘(文字挖掘)引擎「TrueText®」，其系統被NTT Docomo採用於虛擬助理「i Concier（日语：iコンシェル）」服務
- 2011年7月
  - 成為隸屬於bJ聯盟（日语：日本プロバスケットボールリーグ）之琉球黃金國王（日语：琉球ゴールデンキングス）之指定贊助商
  - 伊藤忠Techno-Solutions株式會社（日语：伊藤忠テクノソリューションズ株式会社，伊藤忠商事旗下）在於其雲端型文字探勘服務「Koto Logi（日语：コトロジ）」採用文字探勘引擎「TrueText®」
- 2011年10月- 高性能的語音辨識技術「TrueVoice（暫稱）」之研發通過沖繩縣產業振興公社之「沖繩新產業創新投資事業日语：」
- 2012年4月- 東京總公司遷到麻布十番
- 2012年11月- 株式會社NTT Docomo（日语：株式会社NTTドコモ）採用文字探勘引擎「TrueText®」於虛擬助理「Shabette Concier（日语：しゃべってコンシェル）」
- 2012年12月
  - 向「Techfirm株式會社（日语：テックファーム株式会社）」開始提供文字探勘引擎「TrueText®」
  - 向「CyberAgent株式會社（日语：株式会社サイバーエージェント）」的社交軟體「Goraku Log（日语：ゴラクログ）」提供多義詞資料庫「WordGRID」。
- 2013年9月-  加入「一般社團法人日本在線遊戲協會（日语：一般社団法人日本オンラインゲーム協会、JOGA）」
- 2014年7月- 商用發佈對話引擎「TrueTalk」以及對話與統整詞彙API
- 2014年10月- 身為演講嘉賓參加「株式會社旭通DK（日语：株式会社アサツー ディ・ケイ）」與「株式會社宣傳會議（日语：株式会社宣伝会議）」共同主辦之論壇 [1]。
- 2015年3月-  加入「日本數據科學家協會（日语：データサイエンティスト協会）」
- 2015年6月
  - 開設關西據點「Communication Insights綜合研究所（日语：コミュニケーション・インサイツ総合研究所）」於京都西陣
  - 夏普株式會社（日语：シャープ株式会社）在於虛擬助理「emopa 2.0」採用文字探勘引擎「TrueText®」
- 2015年8月- 在NTT Docomo提供之開發者API平台提供「把人與機器人交談的話題分類於約1900的領域之API」與 「判定不當或敏感的話題並分類於約26種模式之API」
- 2015年9月- 與「株式會社Forum Engineering（日语：株式会社フォーラムエンジニアリング）」和「株式會社Opt（日语：株式会社オプト）」共同開發人工智慧功能。
- 2016年5月- 夏普（日语：シャープ株式会社）在於人型機器人手機「RoBoHoN（日语：ロボホン）」採用Jetrun之自然語言處理
- 2016年12月- 京都分公司遷到烏丸御池
- 2017年1月- 以自然語言對話API協助研發「株式會社Cerevo（日语：株式会社Cerevo）」之「1/8 塔奇克馬（日语：1/8 タチコマ）]]」的對話系統
- 2017年2月- 在於LINE株式會社（日语：LINE株式会社）主辦之「LINE BOT AWARDS」提供API，在於AI(人工智慧)領域合作
- 2017年3月- 向柯尼卡美能達株式會社（日语：コニカミノルタ株式会社）在於大數據分析提供文字探勘引擎「TrueText®」
- 2017年8月- 在NTT Docomo的2017年度CSR報告書（社會責任報告書）之中記載Jetrun為API合作夥伴
- 2017年9月
  - 參與「CEATEC（尖端電子資訊高科技綜合展）2017」展示自然語言對話AI平台
  - 在於株式會社TBS廣播（日语：株式会社TBSラジオ）的新節目提供使用Jetrun之自然語言對話AI平台的人工智慧寵物「AI犬・Docchi君（日语：AI犬・ドッチくん）」。
- 2018年1月- 在於KDDI株式會社（日语：KDDI株式会社）之雲端平台「IoT雲端API交易平台（日语：IoTクラウド API Market）」提供自然語言對話AI平台
- 2018年4月- 東京總公司遷到元赤坂
- 2018年7月- 京都分公司改組大阪辦公室並遷到內本町
- 2018年9月- 加入「一般社團法人人工智慧學會（日语：一般社団法人人工知能学会）」
- 2018年9月- 與「富士通COMMUNICATION SERVICES株式會社（日语：富士通コミュニケーションサービス株式会社）」共同開發諮詢服務的AI聊天機器人―從9月7日開始採用於「SOURCENEXT株式會社（日语：ソースネクスト株式会社）」之翻譯機「POCKETALK W（日语：ポケトークW）」的售後服務
- 2019年3月
  - 沖繩辦公室從那霸市・歌町遷到那覇市・泊
  - 公開介紹產品之動畫，在動畫內日本昭和時代的電視特攝劇集之中飾演主角的森次晃嗣與AI（人工智慧）聯手合作，在人手不足的日本奮鬥
- 2019年4月
  - 改名為Jetrun Technologies株式會社（日语：ジェットラン・テクノロジーズ株式会社））
  - 伊織萌（日语：伊織もえ）與「AI犬・Docchi君（日语：AI犬・ドッチくん）」 在TBS電台的脫口秀節目共同出演

## 主要服務與產品
- TrueText® 文字探勘(文字挖掘)引擎

擴展型大規模構詞分析系統。在於2015年，利用已整理並添加標記的約数千萬詞之獨家辭典，可以進行各種文句分析。
Jetrun提供的服務與產品都是TrueText®之應用。
- STEER AI 自然語言對話AI平台（文字交談API）

應用TrueText®之文字探勘技術，提供與機械之文字交談。
主要功能有話者意圖分析與感情分析，實現與機械自動對話。

## 導入案例
- 株式會社NTT Docomo（日语：株式会社NTTドコモ）
  - 在於智慧型手機的虛擬助理「Shabette Concier（日语：しゃべってコンシェル）」採用Jetrun之文字探勘引擎「TrueText®」[2]
  - 在於NTT Docomo提供之開發者API平台「docomo Developer support(dDs)」上，Jetrun提供「話題分類API」與 「不當或敏感話題分析API」[3]
- KDDI株式會社（日语：KDDI株式会社） - 在於開發者雲端平台「IoT雲端API交易平台（日语：IoTクラウド API Market）」上，Jetrun提供「話題分類API」與 「不當或敏感話題分析API」[4]
- 夏普株式會社（日语：シャープ株式会社）
  - 在於人型機器人手機「RoBoHoN（日语：ロボホン）」之對話引擎採用Jetrun之技術[5]。
  - 在於智慧型手機的虛擬助理「emopa」採用Jetrun之文字探勘引擎「TrueText®」[6]。
- 株式會社Cerevo（日语：株式会社Cerevo） - 販賣在電視動畫「攻殼機動隊 STAND ALONE COMPLEX（簡稱：攻殼機動隊 S.A.C.）」上出現的「塔奇克馬（日语：タチコマ）]]」之1/8比例模型「1/8 塔奇克馬（日语：1/8 タチコマ）]]」，其中採用Jetrun之自然語言對話技術，協助塔奇克馬與用戶之溝通[7]。
- 株式會社旭通DK（日语：株式会社アサツー ディ・ケイ） - 在論壇上發表應用Jetrun之自然語言對話引擎的下世代媒體「朋友APP（日语：友達アプリ）」。透過用戶與在APP內之虛擬人物對話，APP學會用戶之喜好，並依據其對話內容，日期或地點的推播訊息或廣告[1]。
- 株式會社TBS廣播（日语：株式会社TBSラジオ）
  - 向節目「THE FROGMAN SHOW 與A.I.共存廣播 好奇心家族（日语：THE FROGMAN SHOW A.I.共存ラジオ好奇心家族）」提供使用Jetrun之自然語言對話AI平台之人工智慧寵物「AI犬・Docchi君（日语：AI犬・ドッチくん）」為助理。目標為透過廣播讓聽眾感覺到AI是熟悉的存在[8][9]。
  - 之後「AI犬・Docchi君」繼續出演在Jetrun贊助的廣播節目「草莓與檸檬與麝香葡萄 ～伊織萌與AI之煩惱諮詢節目～（日语：いちごとレモンとマスカット ～伊織もえとAIによるお悩み相談番組～）」，並同步提供節目官方APP可以與「AI犬・Docchi君」對話（Android以及iOS版本）[10]。
- 株式會社TBS電視（日语：株式会社TBSテレビ） - 與電視劇「MIU404」同步，提供AI對話機器人APP，可以跟在其電視劇內出現之吉祥物「Poli-Maru君（日语：ポリまるくん）」對話（Android以及iOS版本）。在APP內Poli-Maru君身為節目介紹人依照劇情進展推播與節目有關的內容[11]。
- 株式會社FM東京（日语：株式会社エフエム東京） - 在於Jetrun贊助的廣播節目「THE CHORD 原田真二 with AI」，提供「STEER（日语：スティア）」為日本資深創作歌手「原田真二」之AI助理。「STEER」已經學習「原田真二」的所有樂曲，原田真二提出最近關心的話題或單字，「STEER」在原田真二的樂曲至中，即可找到相關之歌詞。另外「STEER」即興創作歌詞後，原田真二又即興創作歌曲，用錄音室的鋼琴即興演奏的模式，在節目中實驗人與AI之共演。[12]。
- 女媧創造股份有限公司（英語：NUWA Robotics Corp.） - 在台灣研發的家庭智慧機器人「Kebbi Air」的日文對話引擎採用Jetrun的自然語言對話AI平台。由高度的感測技術以及12個AI伺服馬達之細膩流暢的肢體動作，採用自然語言処理技術的対話能力，均受到高度關注[13]
- 京都大學 - 採用Jetrun的採用自然語言処理引擎。在醫療主題之非結構化資料中，抽取並分類醫療術語。分析每個醫療方式之使用方式或有用性[14]
- 富士通COMMUNICATION SERVICES株式會社（日语：富士通コミュニケーションサービス株式会社）- 與富士通COMMUNICATION SERVICES株式會社合作，為了SOURCENEXT株式會社（日语：ソースネクスト株式会社）」之翻譯機「POCKETALK W（日语：ポケトークW）」的售後服務，Jetrun提供自然語言對話AI平台「STEER AI®」，從曖昧的表現開始也可以成立AI聊天機器人與用戶的對話，可代替客戶人員，實現24小時365天全年無休服務[15]。
- 伊藤忠Techno-Solutions株式會社（日语：伊藤忠テクノソリューションズ株式会社） - 在於其雲端型文字探勘服務「Koto Logi（日语：コトロジ）」採用文字探勘引擎「TrueText®」。針對網路論壇、Twitter以及電子書等，大數據、抽取更正確的關鍵字以及資料之最佳化。資料庫隨時被更新，可以處理新詞或流行語[14][16]。
- 株式會社Forum Engineering（日语：株式会社フォーラムエンジニアリング），株式會社Opt（日语：株式会社オプト）- Opt擁有的LINE Business Connect推播工具，Forum Engineering擁有的機電相關術語之知識，與Jetrun的自然語言對話AI平台結合，開發了解製造商的資訊與專門術語之機電系工程師專用聊天機器人「人工智慧技術博士For For（日语：人工知能技術博士・フォーフォ）」。透過與用戶對話聊天機器人會把我用戶的喜愛等個人因素，推播個人化之就業資訊，企業資訊，技術術語，當地的工業相關資訊等[17]。
- Omron Software株式會社（日语：オムロンソフトウェア株式会社，歐姆龍旗下）- 在圖像分析系統採用Jetrun之文字探勘(文字挖掘)引擎「TrueText®」，其系統被NTT Docomo採用於虛擬助理「i Concier（日语：iコンシェル）」服務[14][18]
- 柯尼卡美能達株式會社（日语：コニカミノルタ株式会社） - 在於大數據分析，Jetrun提供文字探勘引擎「TrueText®」[18][19]。
- Techfirm株式會社（日语：テックファーム株式会社） - 採用Jetrun之文字探勘引擎「TrueText®」[14][18]。
- 株式會社倍樂生企業（日语：株式会社ベネッセコーポレーション）（Women's Park，倍樂生企業經營之日本最大級女性評論網站）[19]
- 古河電氣工業株式會社（日语：古河電気工業株式会社）[19]
- Persol Career株式會社（日语：株式会社パーソルキャリア）[19]
- 株式會社ZENRIN-Datacom（日语：株式会社ゼンリンデータコム）[19]
- 樂天Communications株式會社（日语：楽天コミュニケーションズ株式会社）[19]
- 索尼Global Solutions株式會社（日语：ソニーグローバルソリューションズ株式会社，索尼旗下）[19]
- 損保控股株式會社（日语：SOMPOホールディングス株式会社）[19]
- 日本煙草產業株式會社（日语：日本たばこ産業株式会社）[19]
- 山葉株式會社（日语：ヤマハ株式会社）[14]

## 所在地
| 地點名稱   | 所在地                                         |
| ---------- | ---------------------------------------------- |
| 總公司     | 日本東京都港區元赤坂1-7-18 KIZUNA EAST大樓 1樓 |
| 大阪辦公室 | 日本大阪府大阪市中央區內本町2丁目4-16          |
| 沖繩辦公室 | 日本沖繩縣那覇市泊2丁目1-18                    |

## 外部連結
- Jetrunテクノロジ株式会社 （页面存档备份，存于）（日語）
- 高速、高機能な自然言語処理解析『TrueText』 （页面存档备份，存于）（日語）
- 自然対話AIプラットフォーム 「STEER AI®」 （页面存档备份，存于）（日語）
- 隠語・誘導語データベース （页面存档备份，存于）（日語）
- Jetrun公式チャンネル （页面存档备份，存于）（日語）